# Gabriel-Florent de Choiseul-Beaupré
Pour les autres membres de la famille, voir Famille de Choiseul.
Gabriel-Florent de Choiseul-Beaupré, né à Dinant (Pays-Bas espagnols), baptisé le 16 juin 1685 et mort le 7 juillet 1767 à Mende (France), était un ecclésiastique français. Il fut évêque de Saint-Papoul de 1718 à 1723 puis de Mende de 1723 à 1767. L'accession à ce dernier poste lui conféra le titre de comte de Gévaudan, dévolu aux évêques de Mende depuis l'acte de paréage signé en 1307 par le roi et Guillaume VI Durand. Il était cousin des ministres César Gabriel de Choiseul-Praslin et Étienne-François de Choiseul. L'Histoire a retenu son nom à cause du mandement qu'il publia après les premières attaques de la Bête du Gévaudan.

## Biographie
Il est tout d'abord abbé commendataire de l'abbaye Notre-Dame de Tironneau (ordre de Cîteaux), au diocèse du Mans, le 23 décembre 1706, puis de Sainte-Colombre (ordre de Saint-Benoît), dans celui de Sens, le 31 mars 1714. Aumônier du roi, il est nommé évêque de Saint-Papoul en mai 1716 et sacré le 17 juillet suivant.
Il harangue le roi à Versailles, à la tête des députés des états de la province de Languedoc, le 17 août 1722. Le 17 octobre suivant, il assiste au sacre du roi. Il siège à l'assemblée générale du clergé, en 1723 à Paris, en qualité de député des provinces de Toulouse et d’Albi.
Sur proposition du cardinal Ottoboni, il est nommé évêque de Mende, en Gévaudan, le 17 octobre 1723. En 1763, il impose dans son diocèse l'usage du bréviaire de Paris. Inspiré d’un rigorisme janséniste qui vise à recentrer la ferveur populaire sur l'adoration de Dieu pour lutter contre les superstitions, ce recueil de prières expurgé a réduit les fêtes de saints. Mais c'est en 1765 qu'il entre dans l'Histoire avec l'affaire de la Bête du Gévaudan. Le 31 décembre 1764, il publie un mandement expliquant que cette créature monstrueuse est un « fléau de Dieu » envoyé aux habitants pour les châtier de leurs péchés. En conséquence, il ordonne que le 6 janvier suivant, le Saint-Sacrement soit exposé dans toutes les églises de son diocèse. Il demande également que soient récitées des prières de quarante-heures. Ces mesures n'empêcheront pas la Bête de poursuivre ses massacres.
L'animal est officiellement tué le 19 juin 1767. Monseigneur de Choiseul-Beaupré s'éteint dix-huit jours plus tard, à l'âge de 82 ans.

## Au cinéma
Parmi les adaptations cinématographiques de l'histoire de la bête du Gévaudan, un seul acteur a incarné l'évêque de Mende. Il s'agit de Michel Puterflam, dans Le Pacte des loups.

## Sources et références
1. ↑  « Gabriel-Florent de Choiseul-Beaupré (1685-1767) - Auteur - Ressources de la Bibliothèque nationale de France », sur data.bnf.fr (consulté le 4 octobre 2015)
2. ↑  Armand Jean, Les évêques et les archevêques de France depuis 1682 jusqu'à 1801, Paris et Mamers, 1891 p. 399.
3. ↑  Jay Smith, Monsters of the Gévaudan, the Making of a Beast, Harvard University Press, Londres 2011, page 52.
4. ↑  La Bête du Gévaudan, François Fabre, édition de Borée p.13.
5. ↑   Archives départementales de la Lozère. Mende, BMS. Vue 84/298.